# 氰基多炔烴

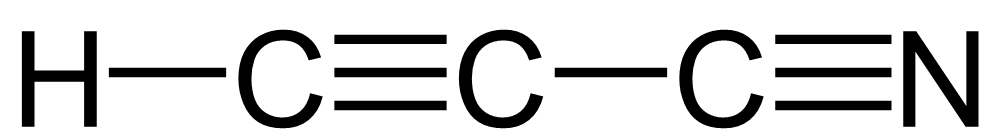
氰基乙炔，最簡單的氰基多炔烴

氰基多炔烴，或氰多炔，是一種多炔，其中一個末端的碳原子連接着氰基，其分子式為HC
nN（n = 3,5,7,...）。最簡單的氰基多炔烴為氰基乙炔HC
3N。

## 簡介
氰基多炔烴難以製備及不穩定，因而罕見於日常環境，但它在一些星際雲所探測到的有機化合物中佔量相當多。這被認為是由於這些星際雲中的氫含量稀少，而氫能使氰基多炔烴容易地離解為氰化氫和乙炔，是其變得不穩定的其中一個原因。相對太空而言，氰基乙炔在地球的含量較多，但太空中多數更高質量的氰基多炔烴被認為是由氰基乙炔在光催化作用下得以合成；後者是米勒-尤里實驗中產生的分子之一，因此預計會自然存在於碳含量高的環境中。
在1971年，以毫米波望遠鏡及微波望遠鏡的探測首次於星際雲發現氰基多炔烴。其後在太空也發現了更高質量的氰基多炔烴的分子（如氰基辛四炔HC
9N）、衍生物（如甲基氰基乙炔CH
3C
3N及乙基氰基乙炔CH
3CH
2C
3N）。氰基多炔烴曾於銀河系中多處探測到，除了星雲和瀕死恆星引力範圍中的星際雲外，還有海爾-博普彗星的彗髮以及土衛六之大氣層，後者是來自太陽的紫外光照射大氣層表層的甲烷分子而成（在其中氰基乙炔或會形成霧狀氣團）。氰基辛四炔等高質量分子能在金牛座分子雲中的TMC-1探測到，它們相信是由氮原子與烴反應而成。氰基癸五炔（HC
11N）曾為被探測到最高質量的星際分子，但有論文引用實驗數據否定探測到該分子，惟其後又對此有所保留。

## 形成機制

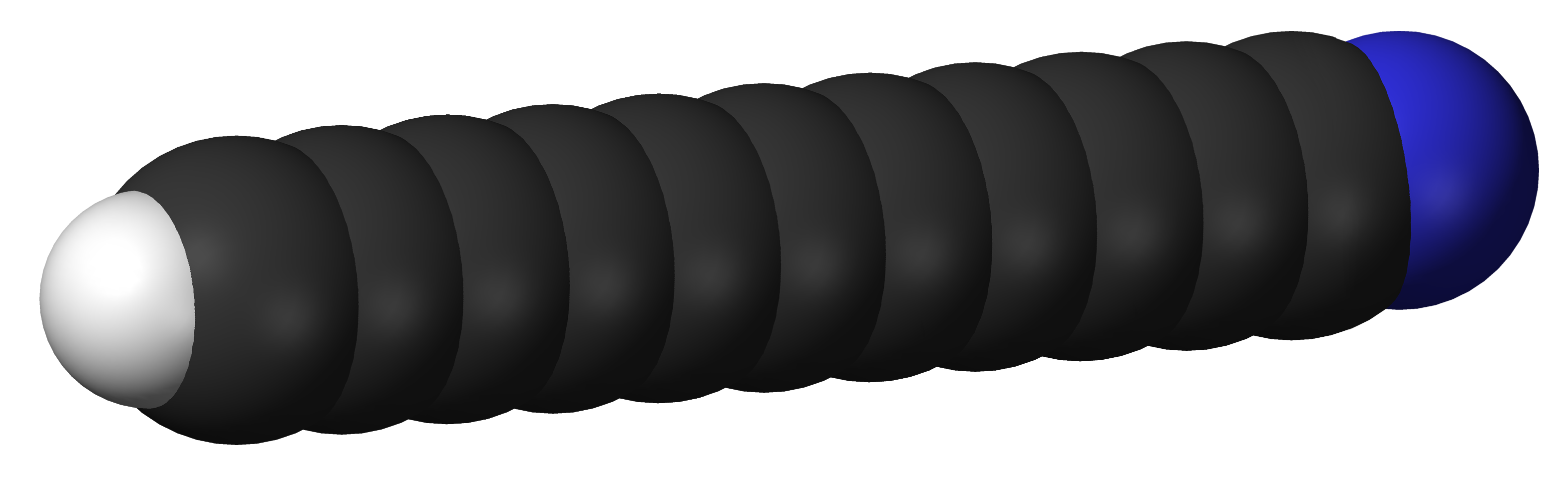
氰基癸五炔

藉對不同時期的TMC-1中氰基多炔烴的含量的推算可得知其形成是受時間影響的。TMC-1初生成時，當中的反應以離子-分子反應為主；在此時期氰基乙炔便以一系列的該類反應中形成，其最後的反應式為：
C3H2 + N → HC3N + H
而在10,000年後，TMC-1中的反應以分子-分子反應為主，使氰基多炔烴也可在以下反應中形成：
1. HCN + C2H → HC3N + H
2. CnH2 + CN → HCn+1N + H  n = 4, 6, 8

第一項反應須在充足的C2H中進行，第二項須在充足的C2H2中進行；兩者會在不同情況下出現，因此氰基多炔烴的形成機制取決於當時的環境。而根據計算約在1,000,000年後，氰基多炔烴的離解及光致游離變得常見，但仍不及其在分子-分子反應下形成的速率，因此宇宙輻射變化對氰基多炔烴含量的影響自此逐漸減少。現時據TMC-1中氰基多炔烴的含量估計，其形成已持續數百萬年。

## 另見
- 二氰乙炔，N≡C−C≡C−C≡N
- 丁二炔，H-C≡C−C≡C−H